# 자이 (아파트)
자이(Xi)는 GS건설에서 만든 아파트 전문 브랜드다.

## 유래
Xi는 eXtra Intelligent의 약자다.

## 단지 현황
2013년 기준으로 총 140개 이상의 아파트가 지어져 있다.

### 서울 지역
| 단지 이름               | 소재지                              | 규모(세대) | 입주        | 비고 |
| ----------------------- | ----------------------------------- | ---------- | ----------- | ---- |
| 강동자이                | 서울특별시 강동구 천호대로 1239     | 596        | 2003년 11월 |      |
| 개포자이                | 서울특별시 강남구 개포로109길 69    | 212        | 2004년 6월  |      |
| 신도림자이              | 서울특별시 구로구 새말로18길 64     | 299        | 2004년 2월  |      |
| 한강자이                | 서울특별시 용산구 이촌로54길 15     | 656        | 2003년 4월  |      |
| 황실자이                | 서울특별시 서초구 서초대로 156      | 67         | 2005년 11월 |      |
| 강서자이                | 서울특별시 강서구 가양동 1500       | 790        | 2013년 9월  |      |
| 금호자이1차             | 서울특별시 성동구 금호동2가 1215    | 401        | 2012년 1월  |      |
| 금호자이2차             | 서울특별시 성동구 금호동3가 700     | 403        | 2012년 7월  |      |
| 남산세트럴자이          | 서울특별시 중구 토계로 235          | 273        | 2009년 12월 |      |
| 수색자이                | 서울특별시 은평구 수색동 75         | 209        | 2009년 9월  |      |
| 마포자이                | 서울특별시 마포구 독막로42길 2      | 53         | 2003년 12월 |      |
| 마포자이2차             | 서울특별시 마포구 대흥동 60         | 558        | 2014년 3월  |      |
| 묵동자이1차             | 서울특별시 중랑구 숙천옹주로 6-9    | 137        | 2010년 12월 |      |
| 묵동자이2차             | 서울특별시 중랑구 동일로 932        | 274        | 2010년 12월 |      |
| 문래자이                | 서울특별시 영등포구 당산로4길 12    | 1302       | 2001년 12월 |      |
| 반포자이                | 서울특별시 서초구 반포동 20-43      | 3410       | 2008년 12월 |      |
| 방배자이                | 서울특별시 서초구 방배로18길 67     | 136        | 2003년 10월 |      |
| 보문파크뷰자이          | 서울특별시 성북구 보문로13길 61     | 1186       | 2017년 1월  |      |
| 사당자이                | 서울특별시 동작구 사당로2가길 102   | 719        | 1999년 12월 |      |
| 서울역센트럴자이        | 서울특별시 중구 만리재로 175        | 1341       | 2017년 8월  |      |
| 서초아트자이            | 서울특별시 서초구 반포대로 58       | 164        | 2009년 6월  |      |
| 서초자이                | 서울특별시 서초구 효령로68길 81     | 184        | 2006년 4월  |      |
| 신구로자이 나인스에비뉴 | 서울특별시 구로구 구로중앙로 134    | 299        | 2007년 5월  |      |
| 신길자이                | 서울특별시 영등포구 가마산로79길 19 | 198        | 2010년 1월  |      |
| 신대림자이              | 서울특별시 영등포구 대림동 1121     | 155        | 2007년 9월  |      |
| 여의도자이              | 서울특별시 영등포구 여의동로3길 10  | 202        | 2008년 4월  |      |
| 영등포아트자이          | 서울특별시 영등포구 도림동          | -          | 2014년 3월  |      |
| 용산파크자이            | 서울특별시 용산구 한강로1가 50-1    | 995        | 2005년 12월 |      |
| 이수자이                | 서울특별시 동작구 사당로 300        | 140        | 2010년 12월 |      |
| 청담자이                | 서울특별시 강남구 영동대로138길 12  | 708        | 2011년 10월 |      |
| 청암자이                | 서울특별시 용산구 삼개로 60         | 170        | 2005년 8월  |      |
| 한강밤섬자이            | 서울특별시 마포구 토정로 158        | 488        | 2010년 3월  |      |

### 경기/인천 지역
| 단지 이름                      | 소재지                                                | 규모(세대) | 입주        | 비고 |
| ------------------------------ | ----------------------------------------------------- | ---------- | ----------- | ---- |
| 광명역센트럴자이               | 경기도 광명시 광명역로 28                             | 1005       | 2018년 12월 |      |
| 그랑시티자이                   | 경기도 안산시 상록구 사동                             | 7653       | 2020년 2월  |      |
| 구월 아시아드선수촌 센트럴자이 | 인천광역시 남동구 선수촌로 55                         | 850        | 2015년 6월  |      |
| 부평자이                       | 인천광역시 부평구 일신로 120                          | 719        | 2006년 9월  |      |
| 검단자이1차                    | 인천광역시 서구 버들로 27                             | 418        | 2010년 12월 |      |
| 검단자이2차                    | 인천광역시 서구 오동로 32                             | 413        | 2010년 12월 |      |
| 서창자이                       | 인천광역시 남동구 장아산로 157                        | 500        | 2008년 12월 |      |
| 송도자이 하버뷰1차             | 인천광역시 연수구 컨벤시아대로130번길 58              | 546        | 2011년 2월  |      |
| 송도자이 하버뷰2차             | 인천광역시 연수구 컨벤시아대로130번길 32              | 523        | 2011년 2월  |      |
| 영종자이                       | 인천광역시 중구 운남서로 7                            | 1022       | 2009년 11월 |      |
| 청라자이                       | 인천광역시 서구 청라에메랄드로 30                     | 884        | 2010년 6월  |      |
| 광교상록자이                   | 경기도 용인시 수지구 광교마을로 62                    | 1035       | 2012년 8월  |      |
| 교동마을자이                   | 경기도 용인시 기흥구 마북로 182                       | 450        | 2001년 8월  |      |
| 다람마을태안자이               | 경기도 화성시 진안동 929                              | 386        | 2004년 9월  |      |
| 만현마을자이                   | 경기도 용인시 수지구 만현로133번길 33                 | 1034       | 2003년 6월  |      |
| 망포마을수원자이               | 경기도 수원시 영통구 태장로71번길 19                  | 816        | 2002년 7월  |      |
| 백동상동자이                   | 경기도 부천시 원미구 조마루로 48                      | 476        | 2003년 8월  |      |
| 버들치마을성복자이             | 경기도 용인시 수지구 성복1로164번길 20                | 719        | 2010년 5월  |      |
| 서수원자이                     | 경기도 수원시 권선구 입북로 50                        | 921        | 2009년 2월  |      |
| 성남자이                       | 경기도 성남시 중원구 둔촌대로 363                     | 910        | 2007년 7월  |      |
| 성동마을수지자이               | 경기도 용인시 수지구 성복2로 174                      | 500        | 2010년 9월  |      |
| 신봉마을자이1차                | 경기도 용인시 수지구 신봉2로 26                       | 1990       | 2003년 12월 |      |
| 신봉마을자이2차                | 경기도 용인시 수지구 신봉2로 72                       | 1626       | 2005년 8월  |      |
| 신봉마을자이3차                | 경기도 용인시 수지구 신봉1로71번길 25                 | 401        | 2007년 3월  |      |
| 신산봉자이1차                  | 경기도 군포시 용호1로 55                              | 453        | 2003년 2월  |      |
| 신산본자이2차                  | 경기도 군포시 고산로151번길 26-23                     | 914        | 2003년 4월  |      |
| 양주자이1차                    | 경기도 양주시 삼숭로38번길 78-30                      | 786        | 2005년 8월  |      |
| 양주자이2차                    | 경기도 양주시 삼숭로38번길 78-12                      | 574        | 2005년 8월  |      |
| 양주자이3차                    | 경기도 양주시 삼숭동 683-1                            | 742        | 2005년 8월  |      |
| 양주자이4차                    | 경기도 양주시 삼숭동 682-1                            | 852        | 2005년 8월  |      |
| 양주자이5차                    | 경기도 양주시 삼숭동 681-1                            | 652        | 2005년 8월  |      |
| 양주자이6차                    | 경기도 양주시 삼숭동 688                              | 735        | 2006년 4월  |      |
| 양주자이7차                    | 경기도 양주시 삼숭동 689                              | 561        | 2006년 4월  |      |
| 연원마을자이                   | 경기도 용인시 기흥구 연월로 5                         | 396        | 1999년 12월 |      |
| 오산자이                       | 경기도 오산시 동부대로 332-14                         | 1060       | 2007년 8월  |      |
| 위시티자이1차                  | 경기도 고양시 일산동구 식사동 1487                    | 1244       | 2010년 8월  |      |
| 위시티자이2차                  | 경기도 고양시 일산동구 식사동 1498                    | 1975       | 2010년 9월  |      |
| 위시티자이4차                  | 경기도 고양시 일산동구 식사동 1504                    | 1288       | 2010년 8월  |      |
| 위시티자이5차                  | 경기도 고양시 일산동구 식사동 1565                    | 915        | 2010년 10월 |      |
| 자연앤자이1차                  | 경기도 수원시 영통구 에듀타운로 35                    | 273        | 2012년 12월 |      |
| 자연앤자이2차                  | 경기도 수원시 영통구 에듀타운로 65                    | 522        | 2012년 12월 |      |
| 자연앤자이3차                  | 경기도 수원시 영통구 도청로17번길 23                  | 378        | 2012년 12월 |      |
| 죽전자이                       | 경기도 용인시 수지구 죽전동 78-1                      | 109        | 1998년 1월  |      |
| 죽전자이2차                    | 경기도 용인시 기흥구 용구대로2469번길 20              | 275        | 2006년 1월  |      |
| 죽현자이                       | 경기도 용인시 기흥구 보정로 88                        | 238        | 2004년 6월  |      |
| 철산래미안자이                 | 경기도 광면시 철산동 634                              | 2072       | 2009년 11월 |      |
| 평택서재자이                   | 경기도 평택시 동삭동 서재토지구확정리사업지구 72BL-IL | 802        | 2014년 5월  |      |
| 포일자이                       | 경기도 의왕시 내손로 13                               | 2540       | 2009년 1월  |      |
| 풍무자이1차                    | 경기도 김포시 풍무로96번길 42                         | 445        | 2010년 6월  |      |
| 풍무자이2차                    | 경기도 김포시 풍무로96번길 100                        | 373        | 2010년 6월  |      |
| 하남자이                       | 경기도 하남시 덕풍공원로 38                           | 875        | 2006년 4월  |      |
| 한강센트럴자이                 | 경기도 김포시 감정동 감정1지구 A2블록 1로트           | 3841       | 2017년 1월  |      |
| 상동스카이뷰자이               | 경기도 부천시 부일로 203                              | 405        | 2018년 9월  |      |

### 강원 지역
| 단지 이름         | 소재지                       | 규모(세대) | 입주       | 비고 |
| ----------------- | ---------------------------- | ---------- | ---------- | ---- |
| 강릉자이 파인베뉴 | 강원특별자치도 강릉시 내곡동 | 918세대    | 2024년 1월 |      |

### 충청 지방
| 단지 이름         | 소재지                             | 규모      | 입주        | 비고 |
| ----------------- | ---------------------------------- | --------- | ----------- | ---- |
| 대전센트럴자이1차 | 대전광역시 중구 대흥동 400-20      | 874세대   | 2013년 10월 |      |
| 대전센트럴자이2차 | 대전광역시 중구 대흥동 400-20      | -         | 2013년 10월 |      |
| 유성자이          | 대전광역시 유성구 계룡로 55        | 350세대   | 2010년 10월 |      |
| 한밭자이          | 대전광역시 동구 대전로 935         | 1,063세대 | 2006년 8월  |      |
| 조치원자이        | 세종특별자치시 조치원읍 죽림리 396 | 1,429세대 | 2008년 10월 |      |
| 쌍용자이          | 충청남도 천안시 서북구 월봉1길 15  | 564세대   | 2007년 1월  |      |
| 청주자이          | 충청북도 청주시 흥덕구 방서동      | -         | 2018년 9월  |      |
| 천안시티자이      | 충청남도 천안시 서북구 성성6로 21  | 1,646세대 | 2018년 10월 |      |

### 영남 지방
| 단지 이름               | 소재지                                    | 규모      | 입주        | 비고 |
| ----------------------- | ----------------------------------------- | --------- | ----------- | ---- |
| GS하이츠자이            | 부산광역시 남구 용호동                    | 1,149세대 | 2008년 4월  |      |
| 해운대자이 1차          | 부산광역시 해운대구 우2동                 | 1,059세대 | 2013년 2월  |      |
| 해운대자이 2차          | 부산광역시 해운대구 우2동                 | 813세대   | 2018년 1월  |      |
| 대연 자이               | 부산광역시 남구 대연동                    | 965세대   | 2019년 1월  |      |
| 마린시티자이            | 부산광역시 해운대구 우3동 마린시티        | 258세대   | 2019년 9월  |      |
| 거제 센트럴 자이        | 부산광역시 연제구 거제동                  | 847세대   | 2018년 10월 |      |
| 명륜자이                | 부산광역시 동래구 명륜동                  | 671세대   | 2019년 2월  |      |
| 사직자이                | 부산광역시 동래구 사직동 사직로 36        | 249세대   | 2007년 4월  |      |
| 신화명리버뷰자이        | 부산광역시 북구 금곡동 1021               | 792세대   | 2005년 6월  |      |
| 연산자이                | 부산광역시 연제구 연산동 괴정로343번길 43 | 1,598세대 | 2010년 7월  |      |
| 연지자이1차             | 부산광역시 부산진구 동평로183번길 67      | 547세대   | 2007년 12월 |      |
| 연지자이2차             | 부산광역시 부산진구 초연로 11             | 1,011세대 | 2011년 5월  |      |
| 대구역센트럴자이        | 대구광역시 중구 서성로99                  | 1,245세대 | 2017년 10월 |      |
| 대신센트럴자이          | 대구광역시 중구 달구벌대로 1955           | 1,147세대 | 2015년 4월  |      |
| 두류역자이              | 대구광역시 서구 내당동                    | 1,300세대 | 2025년 8월  |      |
| 만촌자이르네            | 대구광역시 수성구 만촌동                  | 607세대   | 2023년 1월  |      |
| 범어자이                | 대구광역시 수성구 범어동                  | 399세대   | 2026년 2월  |      |
| 상인자이                | 대구광역시 달서구 상원로 142              | 646세대   | 2007년 2월  |      |
| 신천자이                | 대구광역시 동구 신천동 1503               | 854세대   | 2013년 8월  |      |
| 월성자이                | 대구광역시 달서구 월성동 1261             | 480세대   | 2006년 11월 |      |
| 김천센트럴자이          | 경상북도 김천시 부곡동                    | 930세대   | 2019년 3월  |      |
| 안동센트럴자이          | 경상북도 안동시 당북동                    | 952세대   | 2015년 3월  |      |
| 포항 자이               | 경상북도 포항시 남구 대잠동               | 1,597세대 | 2018년 8월  |      |
| 무거위브자이            | 울산광역시 남구 북부순환도로 35           | 922세대   | 2013년 8월  |      |
| 울산센트럴자이          | 울산광역시 남구 달동 1364-6               | 288세대   | 2015년 11월 |      |
| 거제자이                | 경상남도 거제시 해명로 52                 | 1,196세대 | 2008년 12월 |      |
| 무학자이                | 경상남도 창원시 마산합포구 노산서18길 19  | 705세대   | 2010년 11월 |      |
| 진영자이                | 경상남도 김해시 진영읍 김해대로361번길 31 | 977세대   | 2007년 12월 |      |
| 진해자이                | 경상남도 창원시 진해구 동진로21번길 26    | 516세대   | 2006년 4월  |      |
| 진주센트럴자이          | 경상남도 진주시 도동천로 48               | 401세대   | 2013년 12월 |      |
| 광려천메트로자이        | 경상남도 함안군 칠원읍 삼호길 181         | 1,794세대 | 2006년 9월  |      |
| 창원 메가시티 자이&위브 | 경상남도 창원시 진해구 대야남로51번길 3-1 | 2,638세대 | 2028년 12월 |      |

### 호남 지방
| 단지 이름                    | 소재지                                  | 규모      | 입주        | 비고 |
| ---------------------------- | --------------------------------------- | --------- | ----------- | ---- |
| 그린자이1차                  | 광주광역시 북구 양산로71번길 10         | 467세대   | 2006년 11월 |      |
| 그린자이2차                  | 광주광역시 북구 양산택지로34번길 22     | 506세대   | 2006년 7월  |      |
| 상무자이                     | 광주광역시 서구 백석길 22-23            | 269세대   | 2008년 5월  |      |
| 상무센트럴자이               | 광주광역시 서구 쌍촌동                  | 903세대   | 2025년 4월  |      |
| 수완자이                     | 광주광역시 광산구 장덕동 1116           | 433세대   | 2008년 12월 |      |
| 첨단자이1차                  | 광주광역시 북구 신용동 549              | 594세대   | 2010년 3월  |      |
| 첨단자이2차                  | 광주광역시 북구 신용동 863              | 546세대   | 2012년 8월  |      |
| 순천그랜드파크자이           | 전라남도 순천시 풍덕동                  | 997세대   | 미정        |      |
| 송천자이                     | 전북특별자치도 전주시 덕진구 두간6길 10 | 428세대   | 2006년 6월  |      |
| 운암자이포레나퍼스티체 1단지 | 광주광역시 북구 북문대로98길 50         | 998세대   | 2026년 4월  |      |
| 운암자이포레나퍼스티체 2단지 | 광주광역시 북구 북문대로98길 49         | 1,486세대 | 2026년 4월  |      |
| 운암자이포레나퍼스티체 3단지 | 광주광역시 북구 북문대로98길 10         | 730세대   | 2026년 4월  |      |
| 익산자이                     | 전북특별자치도 익산시 동서로 509        | 749세대   | 2006년 6월  |      |

## 같이 보기
- GS건설
- 힐스테이트
- 래미안
- e편한세상